# Passage (voie)
Pour les articles homonymes, voir Passage.
Un passage est en construction-architecture, urbanisme et voirie, une voie qui sert de passage entre 2 rues ou entre deux bâtiments. 
Il peut s'agir : 
- d'une porte, une porte cochère, un portail, un guichet ;
- d'un couloir, une galerie, un déambulatoire, un dégagement, une coursière, une arcade dans un édifice ou entre deux bâtiments ;
- d'un souterrain partant depuis un bâtiment ou situé sous une voie, en couloir de métro ou chemin de fer.

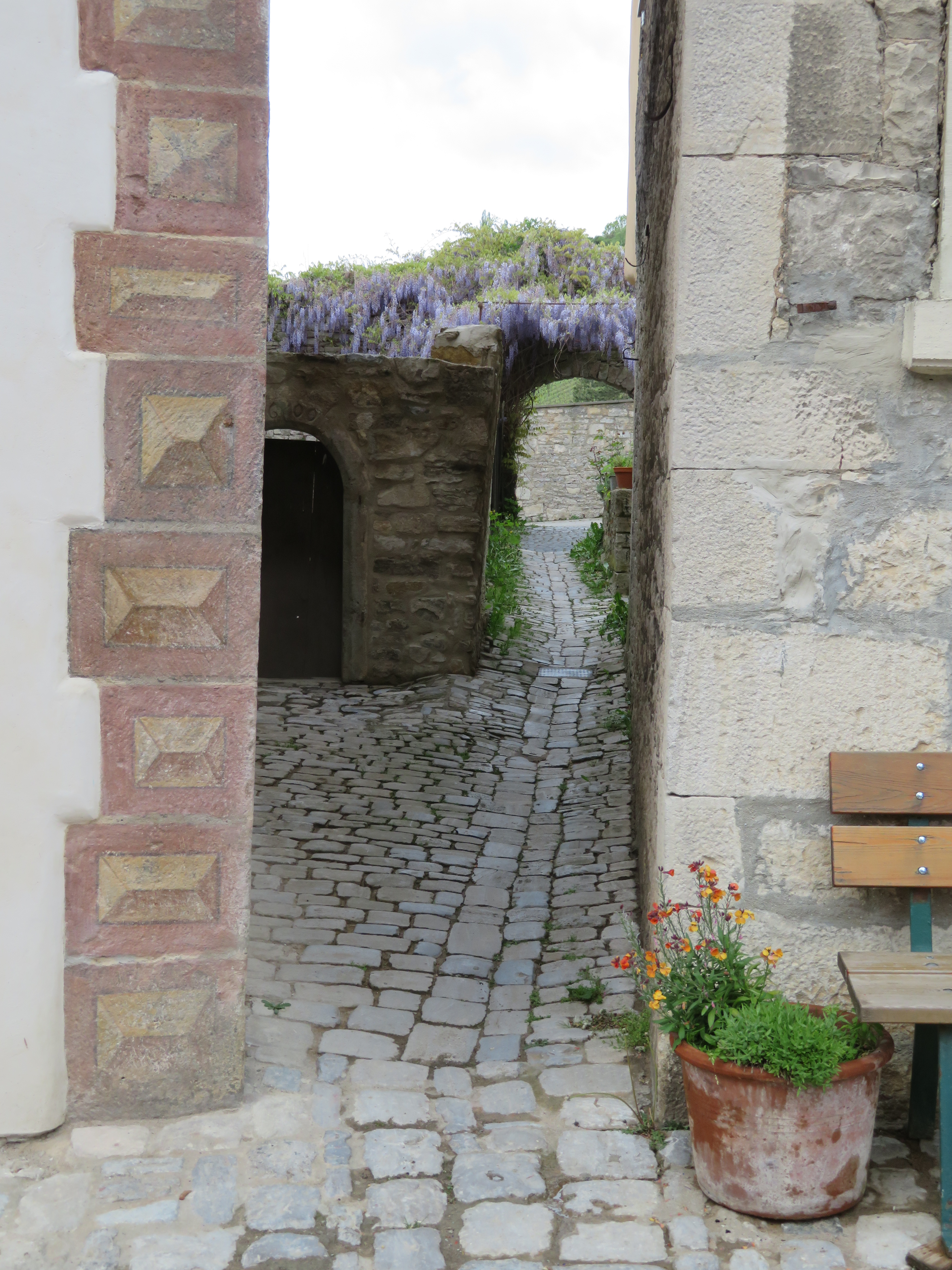
Un passage à Sommerhausen, Bavière, Allemagne.
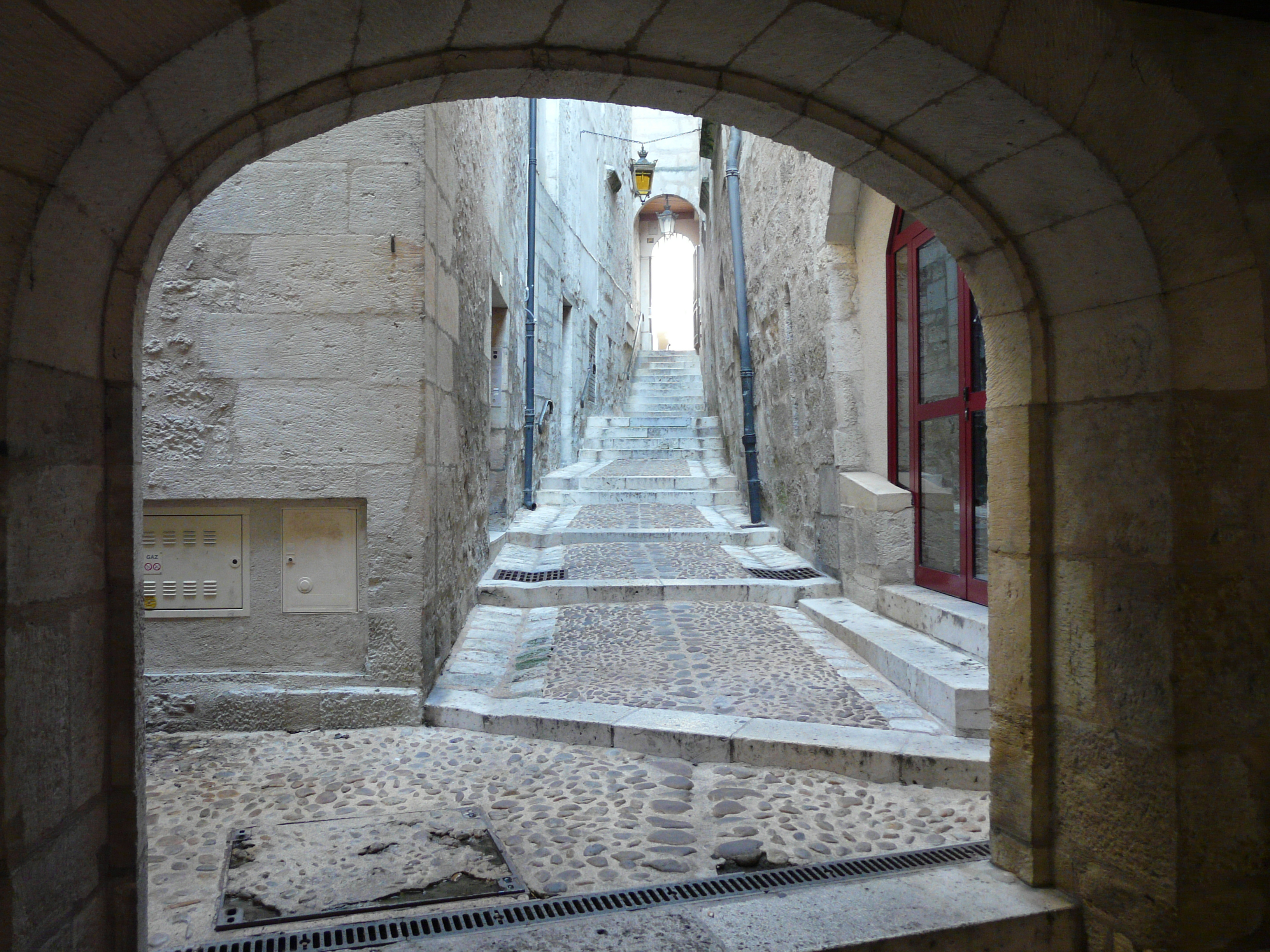
Passage Taillefer, Périgueux, France.
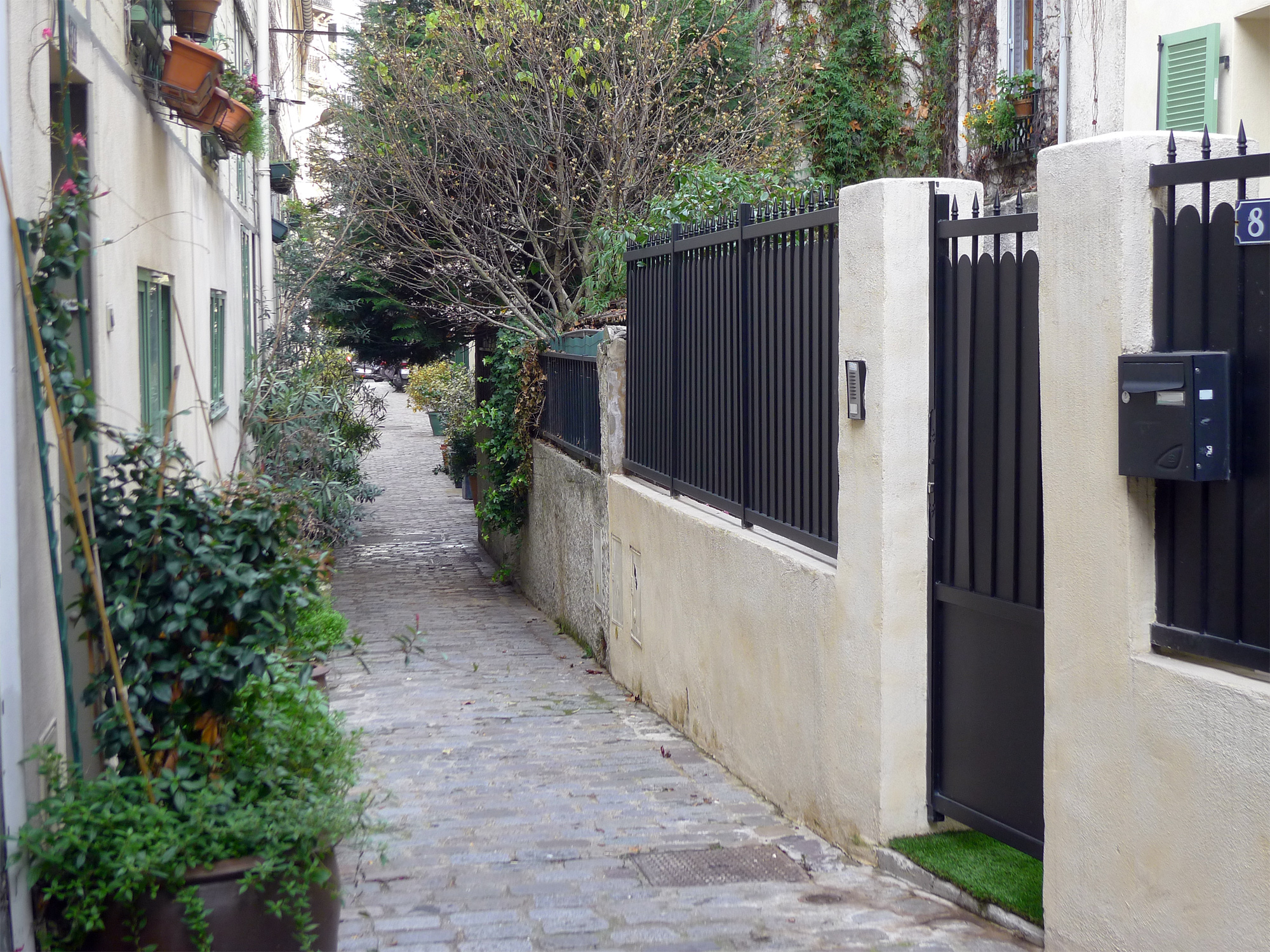
Passage des Cloÿs, Paris (18e), France.
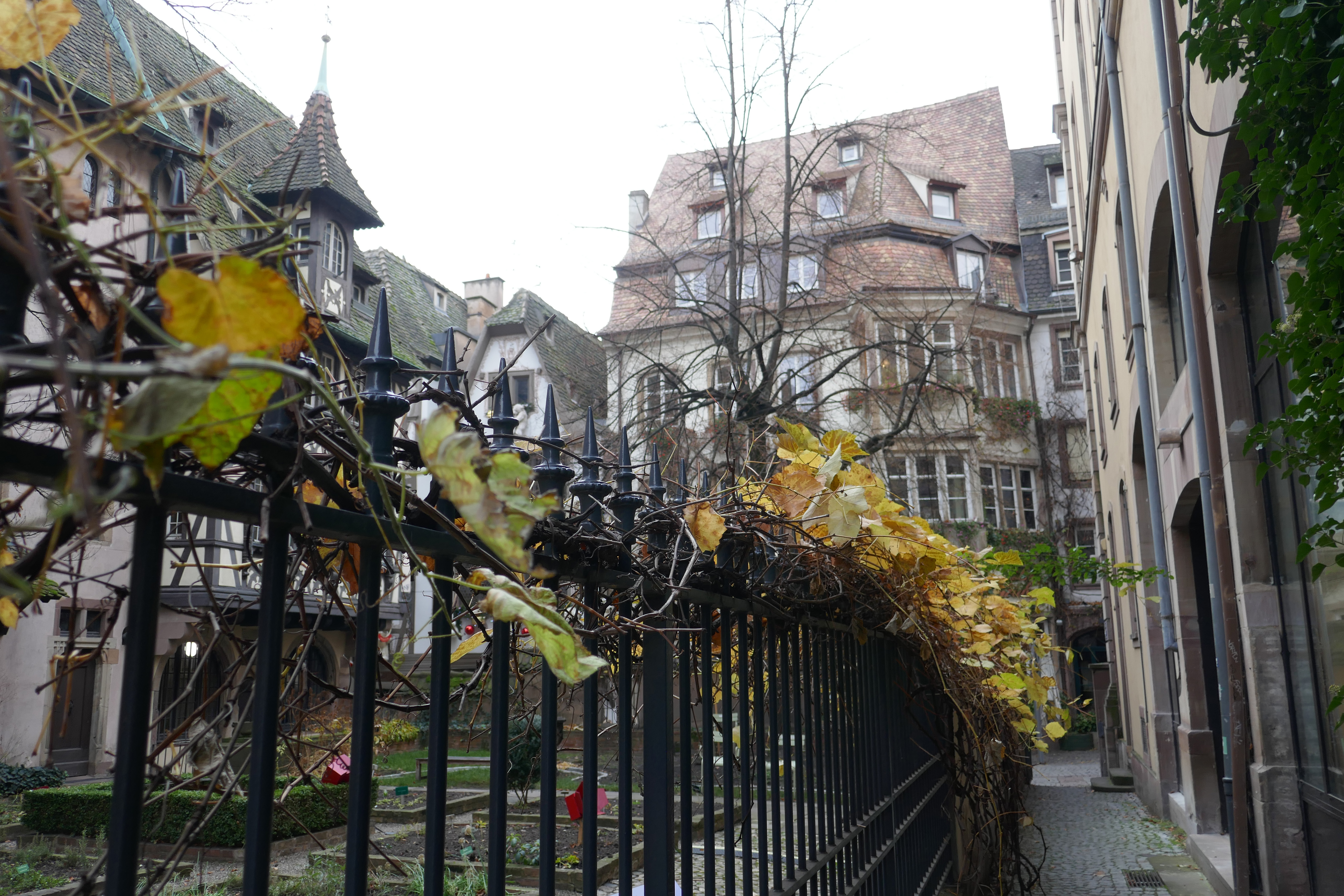
Passage Hans-Haug, Strasbourg, France.
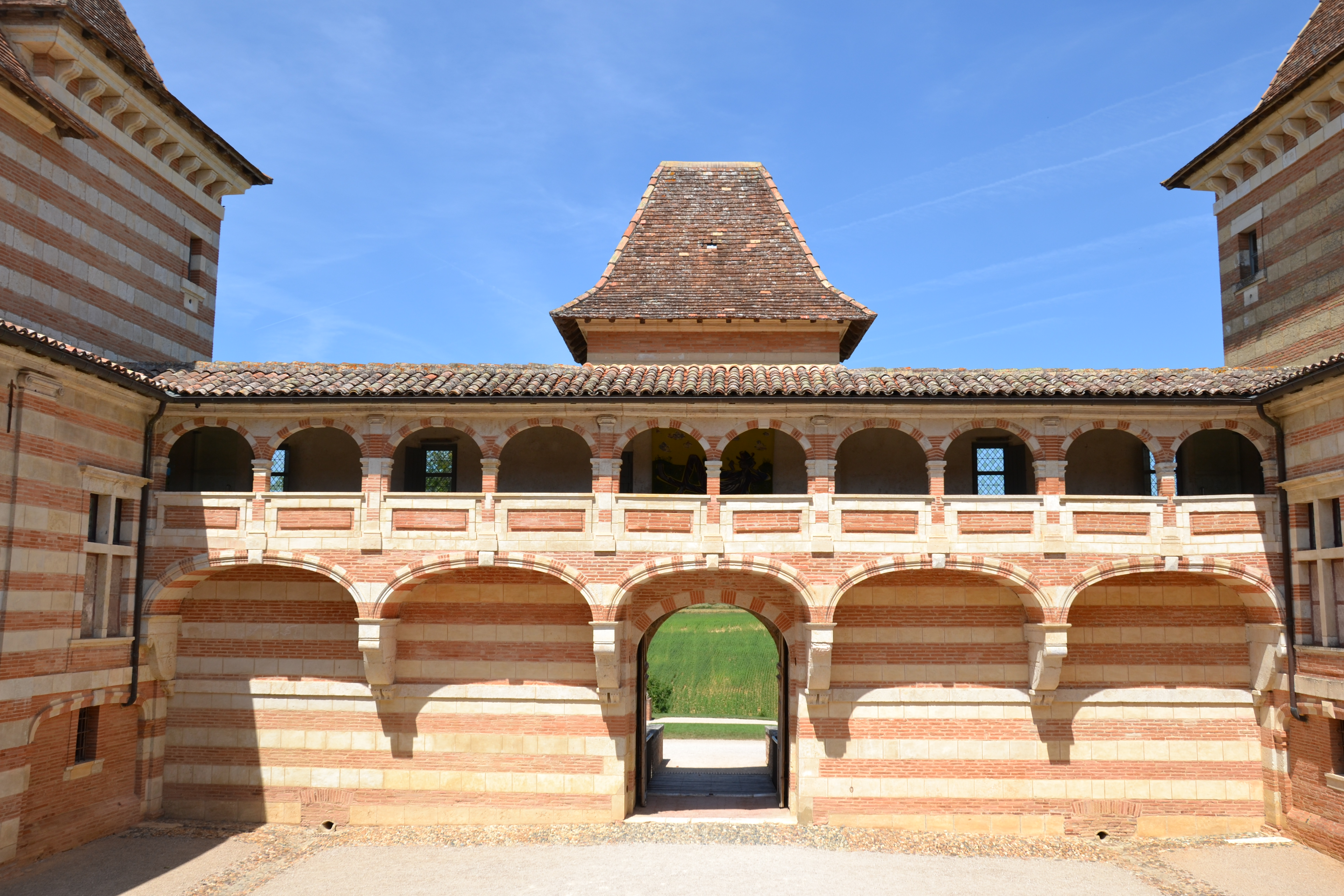
Coursière portée par 5 arcs en anse de panier, château de Laréole, Haute-Garonne.